# HD 125349
HD 125349，又名BD+51 1908，SAO 29086、HR 5360，是一颗恒星，视星等为6.2，位于銀經94.87，銀緯60.88，其B1900.0坐标为赤經14h 13m 47.8s，赤緯+51° 60.88′ 11″。